# روني توما
روني توما (بالإيطالية: Ronny Toma)‏ (21 سبتمبر 1983 في إيطاليا - ) هو لاعب كرة قدم إيطالي في مركز الوسط. لعب مع إنتر ميلان وإيه سي ميلان ونادي لنيانو ويو أس بركوليتزه 1932 وASD Solbiatese Calcio 1911 ‏.

## وصلات خارجية
- روني توما على موقع قاعدة بيانات كرة القدم.إي يو (الإنجليزية)